# Полдневая (приток Неи)
Полдневая — река в Шабалинском районе Кировской области России. Устье реки находится в 94,5 км по левому берегу реки Неи. Длина реки составляет 16 км, площадь водосборного бассейна — 96 км².
Река берёт начало у деревни Новожилы в 12 км северо-восточнее посёлка Гостовский. Течёт на запад по ненаселённому лесу, впадает в Нею выше деревни Нея.

## Данные водного реестра
По данным государственного водного реестра России относится к Верхневолжскому бассейновому округу, водохозяйственный участок реки — Ветлуга от истока до города Ветлуга, речной подбассейн реки — Волга от впадения Оки до Куйбышевского водохранилища (без бассейна Суры). Речной бассейн реки — (Верхняя) Волга до Куйбышевского водохранилища (без бассейна Оки).
Код объекта в государственном водном реестре — 08010400112110000041974.